# شهرستان ساکورو (نیومکزیکو)
شهرستان سوکورو، نیومکزیکو (به انگلیسی: Socorro County, New Mexico) یک سکونتگاه مسکونی در ایالات متحده آمریکا است که در نیومکزیکو واقع شده‌است.

## خصوصیات
شهرستان سوکورو ۱۷٬۲۲۰٫۹۳ کیلومترمربع مساحت دارد.